# 1921 en Italie
Chronologie de l'Italie
- 1917
- 1918
- 1919
- 1920
- 1921
- 1922
- 1923
- 1924
- 1925

Cette page concerne l'année 1921 du calendrier grégorien.

## Événements
Fin du mouvement ouvrier italien au début de l’année. Les classes possédantes s’organisent dès 1920 en créant la Confédération générale de l’industrie (Confindustria) et la Confédération générale de l’agriculture (Confagricoltura (it)). Fin 1920, industriels et agrariens commencent à utiliser les services des fascistes pour démanteler les organisations paysannes et ouvrières.

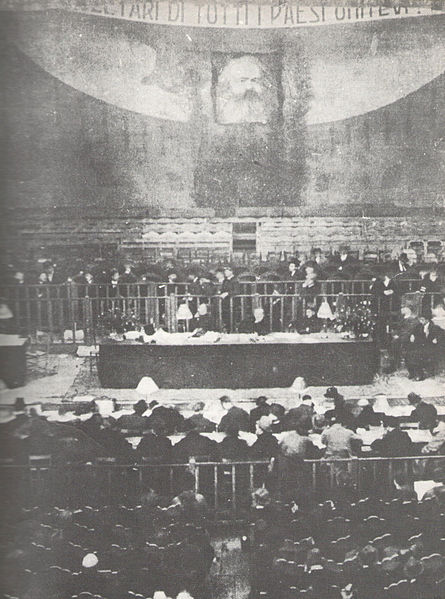
Congrès de Livourne.

- 15 - 21 janvier : congrès du parti socialiste italien à Livourne. Les maximalistes majoritaires quittent le parti pour fonder le Parti communiste d'Italie[2].
- 28 février : la Bourse du Travail de Trieste est attaquée par les fascistes[3].
- 7 avril : Giovanni Giolitti obtient du roi la dissolution de la Chambre pour élargir la base parlementaire de son gouvernement[4].
- 16-17 avril : Emilio Lussu, ancien combattant de la brigade Sassari, fonde le Parti sarde d'action au Congrès d'Oristano[5].
- 26 - 27 avril : les fascistes attaquent et incendient la Maison du peuple de Turin pendant la nuit[6].

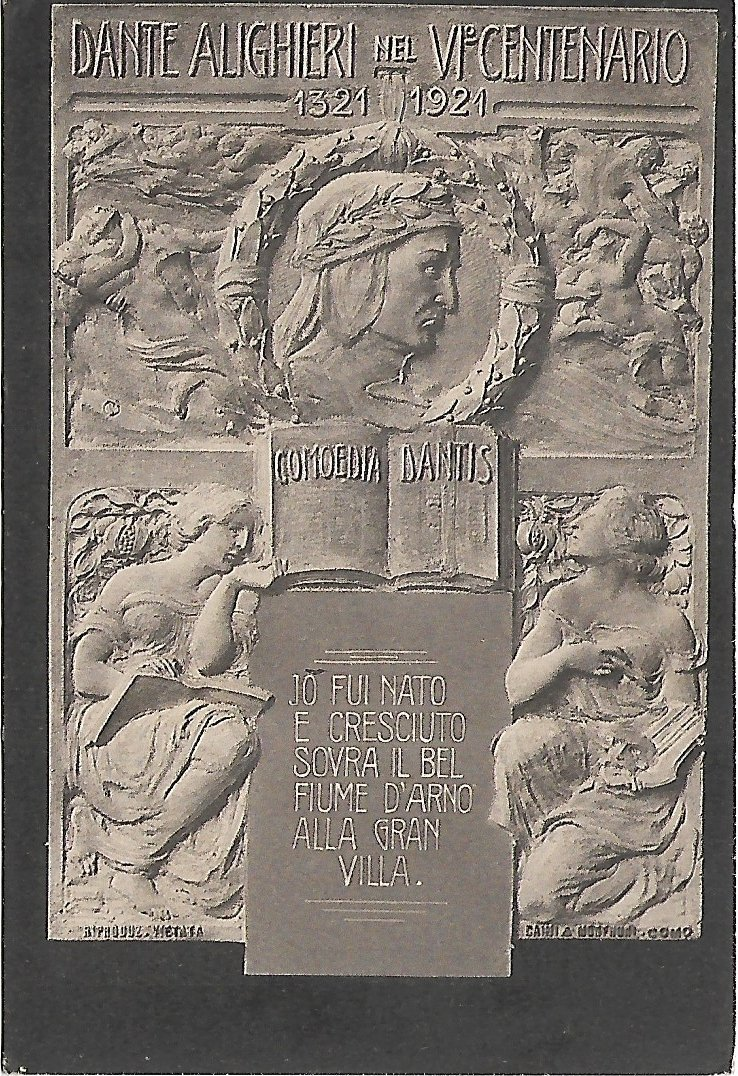
Plaque commémorative dédiée au VI centenaire de la naissance de Dante Alighieri.

- 30 avril : encyclique In praeclara summorum, à l'occasion du sixième centenaire de la mort de Dante[7].
- 15 mai : les élections législatives[8] amènent une Chambre ingouvernable. Elles renforcent les catholiques (107 députés au lieu de 100) et sanctionnent le déclin des socialistes (123 députés au lieu de 156). Trente-cinq fascistes sont élus, dont Mussolini[2].
- 11 juin : début de la XXVIe législature du royaume d'Italie[8].
- 21 juin : Mussolini expose son programme en termes rassurants : politique extérieure agressive, promesse de satisfaire les revendications ouvrières, éloge de l’économie libérale, maintien de la propriété privée, etc.
- 27 juin : Giolitti quitte le pouvoir, laissant le régime en pleine crise[2]. L’Italie n’est plus gouvernée et est en proie aux violences fascistes.
- 4 juillet : Ivanoe Bonomi, expulsé du parti socialiste italien en 1912 pour son attitude modérée, forme un gouvernement conservateur avec participation des « populaires »[2].
- 6 juillet : première manifestation publique à Rome des Arditi del Popolo, organisation fondée pour combattre le fascisme sur le terrain à l'initiative de l'anarchiste Argo Secondari[9].
- 21 juillet : à Sarzana, une colonne d'environ 500 fascistes, sous le commandement d'Amerigo Dumini, se dirige vers la prison locale pour exiger la libération d'une douzaine de fascistes. Ils sont attaquées par les carabiniers et la population, ce qui fait dix-huit morts et une trentaine de blessés[10].
- 2 août : les partis socialiste et fasciste signent à Rome un pacte de pacification, mais l’aile la plus intransigeante du parti fasciste s’oppose à son exécution[11].
- 18 août : Mussolini donne sa démission de la Commission exécutive des fascistes en raison de la résistance au pacte de pacification du 2 août, mais celle-ci la rejette le 27 août[11].
- 4 novembre : le corps du Soldat inconnu est transféré au pied de l'autel de la Patrie à Rome[12].
- 7-10 novembre : au congrès de Rome, Mussolini crée un grand parti national fasciste pour rassembler les différents ras (chef des faisceaux locaux)[11].
- 28 décembre : face à la suspension des paiements de la Banca Italiana di Sconto, le gouvernement italien décrète un moratoire d'un an pour résoudre ses problèmes financiers[13].

## Économie
- 37 974 000 habitants en Italie[1].
- L'indice économique, qui était de 62 en 1918, retombe à 54. Les industries, qui s'étaient fortement développées durant la Première Guerre Mondiale au point de représenter près de 1/3 du revenu national n'en représentent plus que 1/4 en 1921. La croissance du PIB a stagné entre 1918 et 1921 et n'atteint que 94 milliards de lires. La forte concurrence des pays étrangers et l'absence de politique protectionniste a provoqué une fuite des capitaux et un affaiblissement industriel sans précédent dans le pays. Le chômage atteint 10 % de la population.

## Culture
- 2 mai : première représentation de Il piccolo Marat, opéra de  Pietro Mascagni, au Teatro Costanzi à Rome

### Livres parus en 1921
- Luigi Pirandello : Six Personnages en quête d'auteur.

## Naissances en 1921
- 22 février : Italo Mereu, juriste et universitaire (professeur de droit). († 17 janvier 2009).
- 27 février : Giuseppe Patroni Griffi, romancier, dramaturge, scénariste, réalisateur et metteur en scène de théâtre et d'opéra. († 27 décembre 2005)
- 12 mars : Gianni Agnelli, industriel. († 24 janvier 2003).
- 19 avril : Roberto Tucci, cardinal, président émérite de Radio Vatican. († 14 avril 2015)
- 21 avril : Angela Bianchini, romancière et scénariste. († 27 octobre 2018)
- 12 mai : Giovanni Benelli, cardinal, archevêque de Florence († 26 octobre 1982).
- 31 mai : Alida Valli, actrice. († 22 avril 2006)
- 12 août : Federico Zeri, historien d'art. († 5 octobre 1998).
- 2 décembre : Carlo Furno, cardinal, archiprêtre émérite de Sainte-Marie Majeure. († 9 décembre 2015)
- 8 décembre : Valeria Valeri, actrice. († 10 juin 2019)

## Décès en 1921
- 2 février : Andrea Carlo Ferrari, 70 ans, cardinal, archevêque de Milan (° 13 août 1850).
- 2 août : Enrico Caruso, 48 ans, chanteur d'opéra (ténor) (° 25 février 1873).